# Alidad Saveh Shemshaki
Alidad Saveh Shemshaki (persisch عليداد ساوه‌شمشكي; * 23. Juli 1972 in Teheran) ist ein iranischer Skirennläufer und Grasskiläufer. Im Alpinen Skilauf nahm er an den Olympischen Spielen 2006 sowie an den Weltmeisterschaft 2009 teil. Im Grasskilauf war er bisher bei drei Weltmeisterschaften am Start und erreichte einen Podestplatz im Weltcup.

## Karriere
Saveh Shemshaki startete ab 1995 bei FIS-Rennen im Alpinen Skisport. Vorwiegend nahm er an Wettkämpfen im Iran und in der Türkei sowie in Ostasien (Südkorea, Japan und China) teil und erreichte dabei bis 2005 neun Podestplätze. 1996 und 2001 startete er auch bei FIS-Rennen in Italien, konnte sich dabei aber immer nur unter den letzten drei klassieren. Im Februar 2006 nahm Saveh Shemshaki neben dem Skilangläufer Seyed Mojtaba Mirhashemi als einer von zwei Athleten aus dem Iran an den Olympischen Winterspielen in Turin teil. Mit einem Rückstand von jeweils unter 30 Sekunden erreichte er Platz 36 im Riesenslalom und Rang 41 im Slalom. Fünf Wochen nach den Olympischen Spielen gewann der Iraner sein erstes FIS-Rennen, den Slalom von Schemschak. In den nächsten drei Jahren konnte er weitere fünf FIS-Rennen für sich entscheiden und 2007 wurde er Iranischer Meister im Slalom. Saveh Shemshakis nächstes Großereignis waren die Skiweltmeisterschaften 2009 in Val-d’Isère. Als nicht gesetzter Läufer musste er an den Qualifikationsrennen teilnehmen. Im Slalom belegte er dabei den 45. Rang, aber nur die besten 25 durften zusätzlich zu den 50 Fixstartern im Slalom-Finalbewerb antreten. In der Riesenslalom-Qualifikation wurde er im ersten Durchgang disqualifiziert. Bis Ende der Saison 2009/2010 nahm Saveh Shemshaki danach noch an FIS-Rennen teil, ohne jedoch weitere Siege zu erreichen.
Seit 2004 nimmt Saveh Shemshaki auch an Grasskirennen teil. Sein erstes Großereignis war die Grasski-Weltmeisterschaft 2005 im iranischen Dizin. Hier kam er in allen Bewerben unter die schnellsten 17, als bestes Resultat erreichte er Platz 14 in der Kombination. Im Jahr 2006 gewann er zwei FIS-Rennen im Iran und im Juli 2007 nahm er in Dizin erstmals an Weltcuprennen teil. Dabei erreichte er, allerdings in Abwesenheit einiger Spitzenläufer, den dritten Platz im Riesenslalom und Rang sieben im Super-G. Am Ende der Weltcupsaison 2007 nahm er auch an den Rennen im österreichischen Rettenbach teil und belegte dabei den 14. Platz im Riesenslalom, in der Super-Kombination kam er jedoch nicht ins Ziel. Im Gesamtweltcup kam er damit auf Platz 40. Bei der Weltmeisterschaft 2007 im tschechischen Olešnice v Orlických horách war sein bestes Resultat der 22. Platz im Slalom. In der Saison 2008 nahm der Iraner an den Weltcuprennen in Dizin und in Forni di Sopra in Italien teil. In Dizin erreichte er zeitgleich mit dem Österreicher Jakob Rest den fünften Platz im Riesenslalom und in Forni di Sopra wurde er jeweils Zwölfter im Riesenslalom und in der Super-Kombination, womit er Platz 42 in der Gesamtwertung belegte. In der Saison 2009 startete Saveh Shemshaki nach einem zweiten Platz im FIS-Slalom von Dizin auch wieder bei den Weltcuprennen im Iran und erreichte dabei Platz acht im Riesenslalom und Rang neun im Super-G. Ende August, kurz vor der Weltmeisterschaft, nahm er auch an den Weltcuprennen in Maria Gugging in Österreich teil, wo er Platz 14 im Riesenslalom belegte, im Slalom jedoch disqualifiziert wurde. Im Gesamtweltcup konnte er sich auf Platz 21 verbessern. Bei der Grasski-Weltmeisterschaft in Rettenbach im September 2009 war Platz 19 in der Super-Kombination sein bestes Ergebnis. In der Saison 2010 nahm er an den Wettkämpfen in Dizin und dem Weltcupfinale in Italien teil. In den Weltcuprennen waren seine besten Resultate zwei elfte Plätze im Riesenslalom und im Super-G von Dizin, im Gesamtweltcup wurde er 28. In der Saison 2011 nahm Saveh Shemshaki nur an den FIS-Rennen in Dizin teil, bei denen er zweimal auf das Podest fuhr. Auch in der Saison 2012 startete er nur bei den FIS-Rennen in Dizin, während er in den Weltcuprennen nicht antrat. Er belegte zwei fünfte und einen sechsten Platz.

## Erfolge

### Ski Alpin
Olympische Winterspiele:
- Turin 2006: 36. Riesenslalom, 41. Slalom

Weltmeisterschaften:
- Val-d’Isère 2009: 45. Slalom-Qualifikation

### Grasski
Weltmeisterschaften:
- Dizin 2005: 14. Kombination, 15. Riesenslalom, 16. Slalom, 17. Super-G
- Olešnice v Orlických horách 2007: 22. Slalom, 24. Super-G, 26. Riesenslalom, 40. Super-Kombination
- Rettenbach 2009: 19. Super-Kombination, 30. Riesenslalom, 38. Super-G

Weltcup:
- Ein Podestplatz, weitere viermal unter den besten zehn